# Krokstadön
Krokstadön är ett naturreservat i Arvika kommun och Kils kommun i Värmlands län.
Området är naturskyddat sedan 2016 och är 929 hektar stort. Reservatet består lövträdsrika öar och branta barrskogssluttningarna i östra delen av sjön Värmeln. 